# NGC 6010
NGC 6010 في الفهرس العام الجديد، هي مجرة، تقع في كوكبة الحية. اكتشفت في 3 مايو 1786 بواسطة ويليام هيرشل.

## روابط خارجية
- NGC 6010 على موقع ويكي سكاي: DSS2, SDSS, GALEX, IRAS, Hydrogen α, X-Ray, Astrophoto, Sky Map, Articles and images